# Diócesis de Multán
La diócesis de Multán (en latín: Dioecesis Multanen(sis), en inglés: Roman Catholic Diocese of Multan y en urdu: ملتان کے کیتھولک چرچ‎) es una circunscripción eclesiástica de rito latino de la Iglesia católica en Pakistán, sufragánea de la arquidiócesis de Lahore. Desde el 11 de febrero de 2021 es sede vacante.

## Territorio y organización
La diócesis extiende su jurisdicción sobre los fieles católicos de rito latino residentes dentro de la provincia de Punyab en los distritos de Multán, Vehari, Khanewal y Lodhran de la división de Multán; de Bahawalnagar, Bahawalnagar y Rahim Yar Khan en la división de Bahawalpur; y los distritos de Dera Ghazi Khan, Muzaffargarh, Layyah y Rajanpur en la división de Dera Ghazi Khan.
La sede de la diócesis se encuentra en la ciudad de Multán, en donde se halla la Catedral del Santísimo Redentor. 
En 2019 el territorio estaba dividido en 15 parroquias.

## Historia
La prefectura apostólica de Multán fue erigida el 17 de diciembre de 1936 con la bula Quo apostolici del papa Pío XI separando territorio de la diócesis de Lahore (hoy arquidiócesis).

(...) a Dioecesis Lahorensis territorio civiles districtus de Dera Ghazi Khan cum Buoch Trans Frontier, Muzaffargarth, Jhang, Multan, Montgomery, Lyalpur, Dera Ismail Khan et insuper civile circumdarium (Tahsil) de BhaJákar ac Dominium de Bahawalpur seiungimus, ex quo territorio ita avulso et circumscripto novam erigimus et constituimus Praefecturam Apostolicam de Multan (...)

El 20 de julio de 1939 la prefectura apostólica fue elevada al rango de diócesis con la bula Enascens inter infideles del papa Pío XII. Originalmente era sufragánea de la arquidiócesis de Delhi y Simla (hoy arquidiócesis de Delhi).
El 15 de julio de 1950 pasó a formar parte de la provincia eclesiástica de la arquidiócesis de Karachi.
El 8 de mayo de 1955 cedió parte de su territorio a la diócesis de Rawalpindi (hoy diócesis de Islamabad-Rawalpindi) mediante el decreto Cum Excellentissimus de la Propaganda Fide.
El 13 de abril de 1960 cedió parte de su territorio para la erección de la diócesis de Lyallpur (hoy diócesis de Faisalabad) mediante la bula Caelestis civitas del papa Juan XXIII.
El 23 de abril de 1994 se convirtió en sufragánea de la arquidiócesis de Lahore.

## Episcopologio
- Francesco Benedetto Cialeo, O.P. † (15 de enero de 1937-13 de abril de 1960 nombrado obispo de Faisalabad)
- Aloysius Louis Scheerer, O.P. † (13 de abril de 1960- 27 de enero de 1966 falleció)
- Ernest Bertrand Boland, O.P. (17 de mayo de 1966-20 de octubre de 1984 renunció)
- Patras Yusaf † (20 de octubre de 1984-29 de diciembre de 1998 falleció)
- Andrew Francis † (3 de diciembre de 1999-13 de junio de 2014 renunció)
- Benny Mario Travas (29 de mayo de 2015-11 de febrero de 2021 nombrado arzobispo de Karachi)[5]
  - Sebastian Francis Shaw, O.F.M., desde el 11 de abril de 2021 (administrador apostólico)[6]

## Estadísticas
De acuerdo al Anuario Pontificio 2020 la diócesis tenía a fines de 2019 un total de 300 500 fieles bautizados.
| Año                                                                             | Población            | Población  | Población      | Sacerdotes | Sacerdotes    | Sacerdotes    | Bautizados por sacerdote | Diáconos permanentes | Religiosos | Religiosos | Parroquias |
| Año                                                                             | Bautizados católicos | Total      | % de católicos | Total      | Clero secular | Clero regular | Bautizados por sacerdote | Diáconos permanentes | Varones    | Mujeres    | Parroquias |
| ------------------------------------------------------------------------------- | -------------------- | ---------- | -------------- | ---------- | ------------- | ------------- | ------------------------ | -------------------- | ---------- | ---------- | ---------- |
| 1950                                                                            | 40 103               | 10 026 000 | 0.4            | 20         |               | 20            | 2005                     |                      | 20         | 48         |            |
| 1970                                                                            | 23 099               | 7 042 918  | 0.3            | 21         | 2             | 19            | 1099                     |                      | 31         | 37         |            |
| 1980                                                                            | 30 736               | 12 463 000 | 0.2            | 22         | 4             | 18            | 1397                     | 1                    | 32         | 47         | 10         |
| 1990                                                                            | 74 200               | 14 114 000 | 0.5            | 24         | 10            | 14            | 3091                     |                      | 15         | 48         | 10         |
| 1999                                                                            | 115 000              | 31 640 000 | 0.4            | 28         | 12            | 16            | 4107                     |                      | 29         | 51         | 17         |
| 2000                                                                            | 115 000              | 31 640 000 | 0.4            | 29         | 13            | 16            | 3965                     |                      | 26         | 50         | 17         |
| 2001                                                                            | 115 500              | 31 640 456 | 0.4            | 24         | 14            | 10            | 4812                     | 2                    | 18         | 36         | 17         |
| 2002                                                                            | 98 865               | 31 640 456 | 0.3            | 23         | 10            | 13            | 4298                     |                      | 30         | 36         | 18         |
| 2003                                                                            | 99 015               | 31 900 000 | 0.3            | 22         | 11            | 11            | 4500                     |                      | 23         | 4          | 18         |
| 2004                                                                            | 99 375               | 32 162 000 | 0.3            | 25         | 10            | 15            | 3975                     |                      | 31         | 4          | 18         |
| 2013                                                                            | 197 747              | 37 487 000 | 0.5            | 21         | 10            | 11            | 9416                     |                      | 36         | 30         | 19         |
| 2016                                                                            | 310 000              | 39 821 000 | 0.8            | 27         | 13            | 14            | 11 481                   |                      | 45         | 43         | 14         |
| 2019                                                                            | 300 500              | 38 600 000 | 0.8            | 32         | 16            | 16            | 9390                     | 1                    | 42         | 46         | 15         |
| Fuente: Catholic-Hierarchy, que a su vez toma los datos del Anuario Pontificio. |                      |            |                |            |               |               |                          |                      |            |            |            |